# Anatoli Levtsjenko
Anatoli Semjonovitsj Levtsjenko (Russisch: Анатолий Семёнович Левченко) (Krasnokoetsk, 5 mei 1941 – Moskou, 6 augustus 1988) was een Russisch ruimtevaarder. In 1987 verbleef hij 7 dagen aan boord van het ruimtestation Mir.
In 1978 werd Levtsjenko geselecteerd als astronaut door de Russische ruimtevaartorganisatie Roskosmos. Hij voltooide zijn training in 1980. Levtsjenko’s eerste en enige ruimtevlucht was Sojoez TM-4 en vond plaats op 21 december 1987. Het was de vierde Russische expeditie naar het Ruimtestation Mir en maakte deel uit van het Sojoez-programma.
Levtsjenko ontving meerdere onderscheidingen en titels, waaronder Held van de Sovjet-Unie en de Leninorde. Hij overleed in 1988 aan een hersentumor.